# مری ریتر بیرد
مری ریتر بیرد (انگلیسی: Mary Ritter Beard; ۵ اوت ۱۸۷۶ – ۱۴ اوت ۱۹۵۸) تاریخ‌نگار، بایگان، و فعال سافرجت اهل ایالات متحده آمریکا بود که نقشی مهم در جنبش حق رأی زنان آمریکا ایفا کرد و کتاب‌های متعددی دربارهٔ نقش زنان در تاریخ نوشت، که از میان آنان می‌توان به در رابطه با درک زنان (۱۹۳۱)، آمریکا از چشم زنان (۱۹۳۳)، و زنان به عنوان نیرو درتاریخ: بررسی سنتها و واقعیت‌ها (۱۹۴۶) اشاره کرد. علاوه بر این او با همکاری همسرش چارلز آستین بیرد چند کار تاریخی برجسته نوشت که مهمترین آنها ظهور تمدن آمریکا (۱۹۲۷) بود.
مری ریتر بیرد و همسرش که مواضع صلح طلبانه وی در آخرین دهه عمرش بحث‌برانگیز شده بود، تمام مقالات و دست نوشته‌هایشان را قبل از مرگ از بین بردند و همچنین در وصیت نامه‌هایشان از فرزندانشان خواستند که هیچ‌کدام از نامه‌های آنها را منتشر نکنند.
مری و همسرش را، که ده سال قبل از او درگذشته بود، در گورستان هارتسدیل، نیویورک به خاک سپردند.